# Възнесение Господне (Раяц)
„Възнесение Господне/Христово“ (на сръбски: Црква Вазнесења Господњег у Рајцу) е възрожденска православна църква в неготинското село Раяц, североизточната част на Сърбия. Част е от Тимошката епархия на Сръбската православна църква.

## Местоположение
Църквата е построена в центъра на селото. 

## История
В края на XVIII век преселници от Косово пристигат в местността Руевица и по-късно образуват селата Раяц и Роглево. Подобно на околните села в XIX век в Раяц съществува дървена църква. В 1870 година на нейно място е построен сегашният храм. Църквата е дело на строителната тайфа на майстор Петър Николов от Архангел, Кичевско, чието дело са и църквите „Света Троица“ в Мокране (1872), „Света Троица“ в Роглево (1873) и „Св. св. Петър и Павел“ в Кобишница (1874). Четирите сгради имат еднаква архитектурна концепция с малки разлики.

## Архитектура

### Екстериор
Църквата в архитектурно отношение е еднокорабна засводена сграда, с олтарна апсида от изток и притвор с двуетажна камбанария от запад. Вътрешността на наоса е разделена на четири полета с пиластри и е покрита с полукръгъл свод. Източният травей е подчертан от плитки певници. В източния край църквата завършва с тристранна апсида отвън и отвътре, в пространството на която покрай северната и южната стена са разположени ниши за проскомидията и диаконикона. В средата на апсидата е нишата на епископския трон, както и две по-малки странични ниши. В олтарното пространство е поставена каменна маса, която лежи върху стълб. Певникът е отделен от наоса в западната част на църквата с врата и масивни колони, които поддържат основата на галерията.
Фасадата на църквата е покрита с камък от Роглево, Тамнич и Ласково. Фасадното платно е разделено от висок профилиран цокъл, над който се издига стенната маса, оформена от дялани правоъгълни каменни блокове, споени с варов разтвор. Равнината на фасадата е завършена с мансарден корниз, оформен от фриз от слепи аркади. Покривът е двускатен и покрит с керемиди, а трансептът на певника е трискатен. От запад фасадата е завършва с камбанария. Разделена е на три части, от които изпъква централната, към която е долепена камбанарията. Високата двускатна стена, която скрива покрива на църквата отпред, е с трапецовидна форма и стъпаловидно профилирана, а фризът от слепи аркади е свързан хоризонтално с таванския корниз. Западният портал е изграден от два кубични пиедестала, които носят пиластри, завършени с архиволта. Над него е разположено правоъгълно поле, завършено трапецовидно, следващо формата на фронтона, в което е изписана сцената Възнесение Христово. В сегмента над него има трилистник в каменна пластика, над който е окулусът, а отстрани има две слепи арковидни ниши. На южната фасада има още един портал, който е решен по подобие на западния, с тази разлика, че полето с рисувано изображение и релефен кръст е покрито с вълнообразен каменен завършек. Правоъгълните прозоречни отвори следват разположението на травеите и са окръглени с профилирана рамка, а самите прозорци са тесни, високи и засводени. Камбанарията е с квадратна форма, тухлена и измазана. На първия етаж има моносвети, а на втория – глухи ниши над тях. Покрита е с четирискатен покрив, завършен с кръст.

### Интериор
Покрай страничните стени на наоса са разположени стасидии за вярващите, с опростени барокови форми, боядисани в кафяо и с мраморизирани гърбове. Пред южния певник върху тристепенен постамент са поставени архиерейският и владетелският трон. Над архиерейския трон, който е поставен по-близо до олтара, има икона с изображение на Свети Сава Сръбски, представен като цяла фигура в архиепископски одежди. Над иконата е изобразен гербът на Княжество Сърбия, кръст с очила, заобиколен от венец от дъбови и маслинови клонки, поставен върху мантия от хермелин. Отгоре има архиерейски жезъл, над който има митра. Над владетелския трон има икона с изображение на Свети цар Урош, както и герба на Княжеството, над който им крива сабя, кръстосана с владетелски жезъл, а над нея корона. Троновете са разделени един от друг с канелирана колона, флорално украсена на основата и капитела. Дърворезбата е боядисана в злато, а останалата част е в същия кафяв цвят като стасидията.
Певникът е полукръгъл и стените са покрити с парапетни панели, съставени от правоъгълни полета с по една седалка. В храма има два проскинитария с необарокови крака. Подът на църквата е настилан с камък, а върху солеята е поставена каменна розета, маркираща амвона. Пространството на наоса е осветено от полилеи, първият от които е изработен от ламарина и украсен с акантови листа и метални реснички, вторият също е излят от метал, докато третият е от лято стъкло, украсен със стъклени сълзи и мъниста, с повреден и нечетлив надпис. Пред иконостаса има два свещника от ковано желязо.

## Живопис

### Стенописи
Стенописите са изписани от дебърските майстори Нестор Траянов и Пане Гюрчинов. Дебрани, които изписват още „Света Троица“ в Мокране (1872), „Света Троица“ в Роглево (1873) и „Св. св. Петър и Павел“ в Кобишница (1874), влизат в конфликт с епископ Евгений Тимошки, който остро осъжда живописта им като неотговоряща на модерния вкус. Дебърските майстори пък го обвиняват пред населението, че иска да ги покатоличи и да остави „швабите“ да рисуват икони по църквите. Дебърските майстори носят в североизточна Сърбия левантинската барокова иконописна традиция и програмното разбиране на православния иконостас като отворена структура.
Стените на църквата са измазани в бяло, като рисувани композиции има само по сводовете и в олтарната апсида. В полукалота на апсидата на олтарното пространство е изобразена Богородица Ширшая небес. Тя е представена на трон от облаци, поддържан от херувими, с Младенеца Христос в скута си, в протегнатата си дясна ръка държи скиптър, подобен по форма на този на владетелския трон в църквата. Христос, седнал в скута на Богородица, благославя с дясната си ръка, а в лявата си ръка държи мундус, увит в златна лента с кръст на върха. Около главата на Богородица са има светлинни лъчи, а тя е заобиколена от мандорла. Вдясно от нея, върху облаците, е изобразен Архангел Михаил, който държи с дясната си ръка разгънат свитък, а с лявата си ръка сочи пророка и цар Давид, който държи свитък. От лявата страна на облаците е показан Архангел Гавриил с разгънат свитък, който сочи с дясната си ръка към пророка и цар Соломон, държащ в дясната си ръка разгънат свитък. Фонът е в синьо, а композицията е обрамчена с декоративен бордюр с геометричен орнамент.
На двата травея на предолтарното пространство над солеята са изобразени Света Троица и Христос Вседържител. Светата Троица е в облаците, над които летят крилати херувими. От лявата страна на композицията е Иисус Христос, държащ изкупителния кръст в дясната си ръка, а в лявата му е отворено евангелие. Изобразен е в яркочервен хитон и син химатион. Вдясно от него е представен Бог Отец в син хитон и червен химатион, който сочи Христос с дясната си ръка, докато в лявата си ръка държи отворено евангелие. Между Бащата и Сина е атрибутът на владетеля на вселената, синьо кълбо със златни ленти и с кръст в горната част. В центъра на композицията, над мундуса, е показан Светият Дух под формата на гълъб. Фонът е охра, а ръбовете на свода са изписани в синьо и обрамчени с декоративна лента с геометричен орнамент. Над втория травей е изобразен Христос Вседържител в кръгъл медальон, като седнала фигура. Облечен е в червен хитон и син химатион, с дясната си ръка благославя, а в лявата държи мундус. В скута му има отворено евангелие. Около медальона има евангелски текст. Останалите сводове са изрисувани като звездно небе, обрамчено от геометрично орнаментирана лента.

### Иконостас
Иконостасът е дървен и триделен, боядисан в кафяво, а резбата е покрита с позлата. Висок е 6 m и широк 5,16 m. Иконите са разделени една от друга с бели канелирани колони, с позлата на основата и капителите. Резбованата украса е класическа, съдържа урни и вази с цветя, дъбови листа и лозя. Иконите са с правоъгълна форма и арковидни. В първия пояс на царските икони е Възнесение Христово, последвано от северната врата, с изображение на Свети Архангел Михаил. След тях е икона, изобразяваща изправена фигура на Света Богородица с Христос. Върху царските двери е изображението на Благовещението. След тях следва иконата на Иисус Христос, представен като изправена фигура. На страничната южна врата е изобразен свети архидякон Стефан, и накрая е изображението на св. Йоан Кръстител.
Във втората зона на иконостаса са изписани Кръщението Христово, светите врачи Козма, Пантелеймон и Дамян, Възкресение Христово, както и Коронясването на Богородица под формата на централна икона над царските двери. На иконата е изобразена Богородица коленичила върху облак със скръстени на гърдите ръце и корона на главата. От дясната страна Бог Отец е изобразен като седнала фигура, която благославя с дясната си ръка, а с лявата ръка държи отворено евангелие. От лявата страна Христос е изобразен като седнала фигура, благославяща с дясната си ръка и държаща отворена книга в лявата. Зад фигурата на Богородица е изрисуван кръст. В сегмента на небето е показан гълъбът на Светия Дух, от който излизат светлинни лъчи. След централната икона над царските двери е изобразено Рождество Христово. Сцената показва новородения Христос в люлката, заобиколен от Богородица и праведния Йосиф, коленичил пред люлката, около тях има животни и пастири, а над пещерата е изрисувана звезда, а в сегмента на небето Бог Отец благославя с протегнати ръце. На облаците са изобразени ангели и херувими, които носят разгънат свитък. След това има икона, изобразяваща Светите Трима Йерарси - Василий, Йоан и Григорий Богослов, на честната трапеза, по време на освещаването на честните дарове. Втората зона на иконостаса е завършена с изобразяването на двама светци, ползващи се с несъмнена слава сред народа, Свети Николай и Света Петка.
В третата зона са изобразени светите апостоли в овални медальони по шест от всяка страна на Разпятието Христово, като в отделни медальони са представени Богородица и Йоан Кръстител. От лявата страна са апостолите Филип, Вартоломей, Симон, Матей, Йоан и Петър, докато вдясно срещу тях са апостолите Лука, Андрей, Яков, Тома, Павел и Марк. На Разпятието символите на евангелиста са изобразени в ъглите, а зад него са инструментите на страданието, гъбата и копието.